# 日本三大カキツバタ自生地
日本三大カキツバタ自生地（にほんさんだいカキツバタじせいち）とは、日本のカキツバタの自生地として有名な3つの場所の総称である。

## 三大カキツバタの場所・一覧
- 愛知県刈谷市井ヶ谷町にある「小堤西池」[1]。
- 京都府京都市北区にある「大田の沢」。
- 鳥取県岩美町唐川にある「唐川湿原」。